# Mary Gertrude Johnson
Mary Gertrude Johnson (Zions Hill, 1854 - Saba, 1939), ook bekend als Mary Gertrude Hassell, populariseerde het Saba-kant op het eiland Saba en leerde het aan veel vervaardigsters. Dit gaf Saba zo'n economische boost - op het toppunt in de jaren 1920 werd 30-40% van het bruto binnenlands product verdiend met het kant - dat folklorist Eric Eliason haar 'wellicht de meest geëerde persoon uit de geschiedenis van het eiland' noemde.

## Biografie

### Jeugd en opleiding
Johnson werd op het eiland Saba geboren, als dochter van Esther Lovell Johnson en Peter Hassell. Haar ouders, die bij haar geboorte in Hell's Gate, tegenwoordig beter bekend als Zions Hill, woonden, hadden enig aanzien in de eilandgemeenschap. Ze hadden genoeg financiële middelen om haar, begin jaren 1870, naar Caracas in Venezuela te sturen, waar zij opgeleid werd door nonnen in het klooster annex kostschool waar zij verbleef. Recent meende Sabaanse historicus Will Johnson echter dat zij naar Curaçao gestuurd werd voor haar opleiding en het handwerk daar opgepikt had. Een goede opleiding zou haar op zich al een aanwinst maken voor de gemeenschap op Saba, die een docent nodig hadden voor hun kinderen. Johnson leerde echter ook het maken van ajourwerk. Deze vorm van handwerk zou de latere basis worden van Saba-kant.

### Terugkeer naar Saba
Na het afronden van haar opleiding keerde Johnson terug naar Saba. Hier huwde ze James Benjamin Johnson en begon op de lokale katholieke school les te geven. Het stel settelde in Windwardside. In eerste instantie hield ze zich bezig met het kantwerk als hobby, leerde het aan wat vriendinnen en familieleden, maar het begon zich al snel over het eiland te verspreiden. Ze begon langzaam aan lessen te geven en er ontstonden patronen die specifiek waren voor het eiland en naar hun bedenksters werden genoemd, zoals Imelda, Sylvia en Laurentina.
In 1884 werd er voor het eerst een solide postbezorging tussen Saba en de rest van de wereld opgezet. Dit zette enkele de handwerksters aan om postorderverkoop van het gemaakte kantwerk op te zetten. Dit groeide al snel en ten tijde van de Eerste Wereldoorlog maakten of verkochten één op de tien eilanders het Saba-kant. De economische impact die het kant had, bleef tot in de jaren 1950 aanzienlijk. Johnson zelf was toen al gestorven; in 1939 stierf zij op 58-jarige leeftijd.

## Eerbetoon
In 1996 werd Johnson geëerd met een postzegel. De zegel bevatte een tekening van haar aan de rechterzijde en aan de linkerzijde een voorbeeld van Saba-kant. De postzegel was bedoeld voor post binnen de Nederlandse Antillen.